# (They Long To Be) Close To You
A (They Long To Be) Close To You című dal az amerikai Gwen Guthrie 1986-ban megjelent kislemeze, mely több slágerlistára is felkerült. Többek között a Billboard R&B / Hip-Hop kislemezlistára, ahol a 69. helyig jutott, valamint az ír kislemezlistára, ahol a 19., míg az Egyesült Királyságban csupán a 25. helyen végzett.

## Megjelenések
12"  Polygram – 885 366-1
- A	(They Long To Be) Close To You (Extended Version) 7:14 Remix – Larry Levan
- B1	You Touched My Life	5:07
- B2	Save Your Love For Me	4:50

## Slágerlista
| 1986 | (They Long To Be) Close To You | 69 | - | 19 | 9 | 25 |